# Siedem czynników Przebudzenia
Siedem czynników Przebudzenia – w buddyzmie siedem z trzydziestu siedmiu czynników pozwalających na osiągnięcie Przebudzenia (pali: Bodhipakkhiya-dhammā), nazywanych także "Skrzydłami ku Oświeceniu". Nazwa siedem czynników Oświecenia (pali: Sambojjhanga, sanskryt: Sapta-Bodhyanga, chiński: 七覺支 qī jué zhī) pochodzi od słów Sambodhi oznaczającego Oświecenie lub Urzeczywistnienie Dhammy oraz słowa Anga oznaczającego czynnik lub składnik. "Prowadzą one do Oświecenia i dlatego nazywane są one Składnikami Oświecenia." (S. XLVI, 5) 
1. Sati (sanskryt: Smrti, chiński: 念 niàn), czyli uważność lub pamięć
2. Dhamma vicaya (sanskryt: Dharma-pravichaya, chiński: 擇法 zéfǎ), czyli poznawanie Dhammy, także tłumaczone jako dochodzenie, badanie zjawisk
3. Viriya (sanskryt: Virya, chiński: 精進 jīng jìn), czyli energia lub wigor
4. Piti (sanskryt: Priti, chiński: 喜 xǐ), czyli zachwyt lub entuzjazm
5. Passaddhi (sanskryt: Praśrabdhi, chiński: 輕安 qīng ān), czyli spokój, wyciszenie
6. Samadhi (chiński: 定 dìng), czyli skupienie
7. Upekkha (sanskryt: Upeksha, chiński: 行捨 xíng shě), czyli równowaga

## Metoda i kolejność praktyki
Nyanatiloka Mahathera podaje: Mogą one być osiągnięte za pomocą Czterech Podstaw Uważności (Satipatthāna), jak jest powiedziane w S.XLVI.1 i wyjaśnione w Ānāpānasati Sutcie:
1. "O mnisi, kiedykolwiek mnich przebywa w kontemplacji Ciała (kāya), Uczuć (vedanā), Umysłu (citta) i Przedmiotów Umysłu (dhammā), wysilając się, świadomy w jasny sposób, po tym jak podporządkował sobie światową chciwość i zgryzotę, wtedy to jego uważność jest obecna i niezaburzona. A kiedykolwiek uważność jest obecna i niezaburzona osiągnął on i rozwija Czynnik Oświecenia Uważności (sati-sambojjhanga) i w ten sposób ten składnik osiąga najpełniejszą doskonałość."
2. "Kiedykolwiek przebywając w uważnością poznaje on mądrze, bada i rozmyśla nad Prawem … wtedy to osiągnął on i rozwija Czynnik Oświecenia Poznawania Prawa (dhamma-vicaya-sambojjhanga) ….”
3. "Kiedykolwiek mądrze badając jego energia jest mocna i nieporuszona … wtedy to osiągnął on i rozwija Czynnik Oświecenia Wigoru (viriya-sambojjhanga) ….”
4. "Kiedykolwiek, gdy jego wigor jest mocny powstaje w nim ponad-zmysłowy zachwyt … wtedy to osiągnął on i rozwija Czynnik Oświecenia Zachwytu (pīti-sambojjhanga) ….”
5. "Kiedykolwiek z zachwytem w umyśle jego ciało i umysł stają się opanowane .. wtedy to osiągnął on i rozwija Czynnik Oświecenia Uspokojenia (passaddhi-sambojjhanga)….”
6. "Kiedykolwiek, gdy będąc opanowany w ciele i szczęśliwy - jego umysł staje się skupiony … wtedy to osiągnął on i rozwija Czynnik Oświecenia Skupienia (samādhi-sambojjhanga) ….”
7. "Kiedykolwiek tak skupiony spogląda on z całkowitą obojętnością na swój umysł … wtedy to osiągnął on i rozwija Czynnik Oświecenia Równowagi (upekkhā) ….”

## Owoce praktyki
W ten sposób praktyka uważności (tzn. 16 ćwiczeń Medytacji Oddechu Anapanasati, czterech Pozycji ciała iriyā-patha, Uważności i Jasności Świadomości satisampajañña, rozmyślania nad 32 częściami ciała kāyagatāsati i asubha, analizy czterech fizycznych elementów dhātuvavatthāna, medytacji cmentarnej sīvathikā itd.), która służy osiągnięciu czterech Podstaw Uważności (Satipatthāna), tzn. Uważości ciała, uczuć, umysłu i formacji mentalnych, prowadzi do osiągnięcia siedmiu Czynników Przebudzenia. Te z kolei służą osiągnięciu Wyzwoleniu Umysłu (Ceto-vimutti) i Wyzwoleniu poprzez Mądrość (Paññā-vimutti).

## Osiem Czynników Ścieżki
Podobna sekwencja nazywana osiem Czynników Ścieżki podawana jest w Cetana Sutta. Sekwekcja ta rozpoczyna się praktyką doskonałej moralności a kończy osiągnięciem Wyzwolenia. Innymi słowami dobre cechy umysłu - dobre postępowanie - naturalnie prowadzą do rozwoju innych dobrych cech:
"Naturalnym jest, że w moralnej osobie o pełnej cnocie wzrasta wolność od wyrzutów sumienia... że w osobie wolnej od wyrzutów sumienia wzrasta zadowolenie... że w zadowolonej osobie powstaje wigor... że ciało osoby pełnej wigoru staje się uspokojone... że osoba o uspokojonym ciele odczuwa przyjemność... że umysł osoby odczuwającej przyjemność podlega skupieniu... że osoba o skupionym umyśle dostrzega rzeczy takimi, jakie one są... że osoba widząca rzeczy takimi, jakie one są staje się pozbawiona złudzeń... że w pozbawionej złudzeń osobie wzrasta równowaga... że pełna równowagi osoba urzeczywistni wiedzę i poznanie wyzwolenia."